# Assar Gabrielsson
Assar Gabrielsson (Korsberga, 13 de agosto de 1891-Gotemburgo, 28 de mayo de 1962) fue el gerente de ventas de la empresa SKF, que fundó en 1926, junto con Gustav Larson, la empresa fabricante de automóviles sueca Volvo, la cual dirigió hasta 1956 como gerente general.

## Familia
Se casó con Ana Teresa ("Tessan") Andreasson (1890-1964) en 1916. Tuvieron cuatro hijos, Lars, Barbro, Jan y Bo. 

## Primeros años
Assar Gabrielsson nació el 13 de agosto de 1891 en Korsberga, Condado de Skaraborg, Suecia, hijo de Gabriel Nathanael Gabrielsson y Anna Helmina Larsson, quienes se casaron el 14 de abril de 1889. El padre era gerente en la fábrica de ladrillos de Korsberga y más tarde se convirtió en arrendatario de la granja Spännefalla cerca de la lechería en Tibro, donde inició una tienda de huevos. Assar Gabrielsson fue el primer hijo de tres. Tenía un hermano cinco años menor, Börje Gabrielsson, quien, en paralelo con Assar, fue director general de Astra durante treinta años. Obtuvo el studentexamen en 1909 y se graduó de la Escuela de Economía de Estocolmo en 1911.

## Biografía
Assar Gabrielsson obtuvo una licenciatura en Economía y trabajó como gerente de ventas para el fabricante de rodamientos SKF en Gotemburgo en el año 1900. En 1916, fue contratado por Björn Prytz en el departamento de ventas y el 20 de junio de 1922 fue nombrado director de ventas para todo el grupo SKF. Mantuvo esa posición hasta que la nueva empresa de automóviles AB Volvo fue fundada como una filial dentro del grupo SKF.

### Cronología
- 1891: Nace el 13 de agosto en Korsberga, Skaraborgs län, Suecia. Hijo de Gabriel Natanael Gabrielsson y Anna Larsson Helmina.
- 1911: Obtiene la Licenciatura en Administración de Empresas de la Stockholm School of Economics (HHS).
- 1912-1916: Trabaja como taquígrafo en la Cancillería de la Cámara Baja del Parlamento sueco.
- 1916: Se casa con Anna Theresia Andreasson.
- 1916-1920: empleado por SKF en Gotemburgo en el departamento de ventas.
- 1921-1922: director general de la subsidiaria de SKF en París, Francia.
- 1922-1926: Gerente de Ventas para el grupo SKF.
- 1926-1956: director general de AB Volvo.
- 1947-1951: presidente del Congreso de Organizaciones Industriales.
- 1956-1962: presidente de la junta directiva de AB Volvo.

## Volvo - el proyecto del automóvil
En junio de 1924, cuando Assar Gabrielsson se reunió con su viejo amigo Gustav Larson en Estocolmo, dio a conocer sus planes para tratar de establecer la fabricación de un automóvil sueco reciente. Gustav Larson había trabajado para SKF entre 1917-1919, pero ahora trabajaba para la empresa AB Galco en Estocolmo. Llegaron a un acuerdo en agosto de 1924 en el  restaurante de Estocolmo, firmado en un contrato escrito más de un año después, el 16 de diciembre de 1925. En este contrato Gustav iba a llevar a cabo los trabajos de ingeniería para un coche nuevo, así como un plan de inversión para una nueva planta de fabricación completa, pero solo serían recompensados por el trabajo en caso de que el proyecto saliera bien, después de al menos 100 vehículos producidos y en caso de que esto se lograra antes del 1 de enero de 1928. Este famoso contrato muestra que Assar "poseía" el proyecto y que se trataba de un proyecto de alto riesgo sin ningún tipo de garantías. Assar asumió los riesgos económicos por sí mismo y Gustav, en el peor de los casos, habría trabajado en el proyecto sin ser recompensado, pero aun habría tenido su sueldo de AB Galco en Estocolmo. La mayor parte del capital que Assar tenía la intención de utilizar para el proyecto inicialmente eran en realidad las comisiones de venta adicionales que había ahorrado desde el momento en que él era el director gerente de la filial de SKF en París en 1921-22.

## Volver a 1922-1923
La idea original, presentada por Assar a SKF, fue iniciar un negocio de fabricación de automóviles dentro de SKF para obtener ventajas sobre sus competidores en el desarrollo de nuevos rodamientos para la industria automotriz, aumentar las ventas de rodamientos, y, lo más importante, aprovechar los efectos positivos que tendría en la industria sueca en su conjunto. Él desarrolló estas ideas durante el tiempo que trabajó como director ejecutivo de la compañía subsidiaria de SKF en París 1921-1922, cuando descubrió que las compañías de la competencia en Europa habían comenzado a invertir una gran cantidad de fabricantes de automóviles a fin de asegurar sus ventas a clientes clave. Sin embargo, Gabrielsson no logró convencer a la junta de SKF sobre sus ideas, ya que el negocio principal de SKF eran cojinetes, sin margen para una empresa de automóviles. Assar decidió construir una serie de pruebas de diez vehículos con su propio financiamiento y luego presentar el coche y un plan de inversiones para toda SKF. La idea de construir una serie previa de diez vehículos estaba relacionada con el hecho de que ninguna empresa les habría dado una oferta para los componentes (motores, cajas de engranajes, componentes de chasis, etc.) con una cantidad menor, y Assar estaba seguro de que SKF aprobaría sus planes a su debido tiempo. La planificación de ingeniería, la documentación y la inversión se llevaron a cabo exactamente de la misma manera como si se hubiera llevado a cabo por SKF con el fin de prepararse para la puesta en marcha de una empresa de automóviles nuevos. Assar sin duda tenía el apoyo total del director general de SKF, el Sr. Björn Prytz, siempre y cuando su "proyecto privado" no interfiriera con su trabajo como gerente de ventas de SKF.
Los primeros diez vehículos de pre-serie, el modelo ÖV 4, fueron diseñados y ensamblados en Estocolmo en AB Galco bajo la supervisión de Gustav Larson, quien en ese momento aún tenía su otro trabajo en AB Galco que atender. Un "diseño de la oficina", a menudo llamado "primer Volvo de diseño de la oficina", se estableció en una habitación de apartamento privado de Gustav en Rådmansgatan 59. El trabajo de diseño comenzó en el otoño de 1924 y un número de ingenieros participaron, entre ellos el ingeniero Jan G. Smith, que había regresado de Estados Unidos en 1924, y más tarde el ingeniero Henry Westerberg. Todas las facturas relacionadas con el proyecto fueron enviadas a la dirección privada de Assar en Kungsportsavenyn 32 en Gotemburgo. En una gran cantidad de pedidos que Gustav hizo, se refirió a Assar como una "garantía" de que las entregas se pagarían por él personalmente. Estos datos muestran que el proyecto de automóviles Volvo en sus inicios era un verdadero proyecto privado, no patrocinado por SKF desde el punto de vista económico. El coche estaba listo el primer prototipo en junio de 1926. Assar y Gustav llevaron el primer coche y lo condujeron ellos mismos, por caminos llenos de baches, hasta llegar a SKF en Gotemburgo para mostrarlo a la junta de SKF y presentar el plan de inversión final.

## La empresa de automóviles Volvo AB se fundó
Volvo AB se fundó en una junta celebrada en Hofors, Suecia, el 10 de agosto de 1926, cuando SKF decidió utilizar la antigua filial Volvo AB para el proyecto de automóviles. AB Volvo, que se registró por primera vez en 1915 por iniciativa de Björn Prytz, fue creada originalmente para ser utilizada en una serie especial de rodamientos de bolas para el mercado americano, pero nunca se empleó para este propósito. Aunque se fabricó una pequeña serie de rodamientos de bolas sellados con la marca Volvo, estos nunca se produjeron a mayor escala.
El 12 de agosto de 1926, se firmó un contrato entre SKF y Assar Gabrielsson, que estipulaba que los diez prototipos de automóviles, los dibujos de ingeniería, cálculos, etc., debían ser entregados a Volvo AB a cambio de que Assar recuperara la mayoría de sus inversiones privadas en los coches prototipo. En otras palabras, Assar Gabrielsson vendió su proyecto a Volvo AB. El contrato fue firmado por Björn Prytz, director general de SKF, y Assar Gabrielsson. En el contrato original del 16 de diciembre de 1925, Assar estableció que podría vender el proyecto de automóviles a cualquier empresa interesada, aunque esperaba que SKF fuera la compañía que estuviera en primera fila. Gustav Larson también fue finalmente pagado por el trabajo de ingeniería inicial con el ÖV4, de acuerdo con el contrato privado que él y Assar habían firmado el 16 de diciembre de 1925.
Assar Gabrielsson dejó su puesto como gerente de ventas de SKF y fue nombrado presidente y director general de la "nueva" AB Volvo el 1 de enero de 1927. Gustav Larson fue, al mismo tiempo, nombrado vicepresidente y director técnico, dejando su empleo en AB Galco en Estocolmo.
El 14 de abril de 1927, alrededor de las 10 horas, la primera serie producida del ÖV4 salió de la nueva fábrica establecida en Hisingen, Gotemburgo.
Los diez prototipos de coches que se habían reunido en Estocolmo nunca se vendieron, a excepción de uno que fue vendido al fotógrafo Sjöstedt y posteriormente donado al Museo Volvo Industrial alrededor de 1930. Los otros prototipos se utilizaron como vehículos de transporte dentro de la planta de fabricación y como bancos de prueba para los nuevos componentes desarrollados durante los primeros años.

## Problemas económicos
La nueva compañía no mostró beneficios durante los primeros años y SKF invirtió mucho dinero para mantenerla en funcionamiento. En 1928, se inició la producción de camiones con los componentes del chasis básico del ÖV4. La producción de camiones fue en pequeña escala al principio, pero el concepto tuvo éxito desde el principio. Sin embargo, a finales de 1929, SKF estuvo muy cerca de vender la empresa a Charles Nash, presidente de Nash Motors en Estados Unidos, pero Björn Prytz y Assar Gabrielsson lograron convencer a la junta de SKF para retirar la oferta justo un día antes de que Charles Nash llegara en barco a Gotemburgo. Charles Nash y Assar Gabrielsson se hicieron buenos amigos durante su visita en Suecia, y Assar visitó a Nash en Estados Unidos en varias ocasiones para discutir el negocio del automóvil. A finales de 1930, AB Volvo mostró un pequeño beneficio por primera vez. En 1935, SKF llegó a la conclusión de que Volvo ya estaba lista para sostenerse por sí misma. Volvo se introdujo en la Bolsa de Estocolmo y SKF vendió la mayor parte de sus acciones, pudiendo así concentrarse en su negocio principal, el desarrollo y la fabricación de cojinetes, un negocio que continúa más de 100 años desde la fundación de la compañía en 1907.

### Volvo - por último, un éxito
Cuando Assar celebró su 50 cumpleaños en 1941, el número 50.000 automóviles Volvo fue entregado.  Me tomó diez años para producir los primeros 25.000 vehículos, pero solo cuatro años para los próximos 25.000 coches.  En 1944-45, justo después del final de la Segunda Guerra Mundial , el "moderno" coche familiar PV444 , con un diseño completamente nuevo, se introdujo y el coche fue un éxito de ventas inmediato.  Actualmente la empresa se puso en sólidos suelo y la producción de automóviles y camiones fue aumentando rápidamente. 

## Los últimos años
Assar Gabrielsson mantuvo su posición como director gerente de AB Volvo hasta 1956, cuando se convirtió en el presidente de la junta ( CEO ) del Grupo Volvo.  Un cargo que ocupó hasta su muerte en 1962

## Premios y condecoraciones

### Suecia
- Suecia Comendador Gran Cruz del Nordstjärneorden (6 de junio de 1957)
- Comandante sueco de segunda clase de la Orden de Vasa.[4]
- Gran Premio del Real Instituto Tecnológico de Suecia (1955)[5]
- Medalla Clarence von Rosen de Suecia (1942)[6]
- Suecia Medalla de Laval de la Real Academia Sueca de Ciencias de la Ingeniería (1929)[7]

### Extranjero
- Comendador finlandés de la Orden de la Rosa Blanca de Finlandia[7]
- Cruz del Gran Caballero de Islandia de la Orden del Halcón (23 de julio de 1936)[7]

## Honores
- Miembro de la Real Academia Sueca de Ciencias de la Ingeniería. [7]
- Miembro de la Real Sociedad de Artes y Ciencias de Gotemburgo (1956)[6]
- Doctorado honorario en economía en la Escuela de Economía de Estocolmo (1959)[6]
- Miembro honorario de la asociación sueca MTM (1960)[6]